# Armenhaus Stader Straße 24

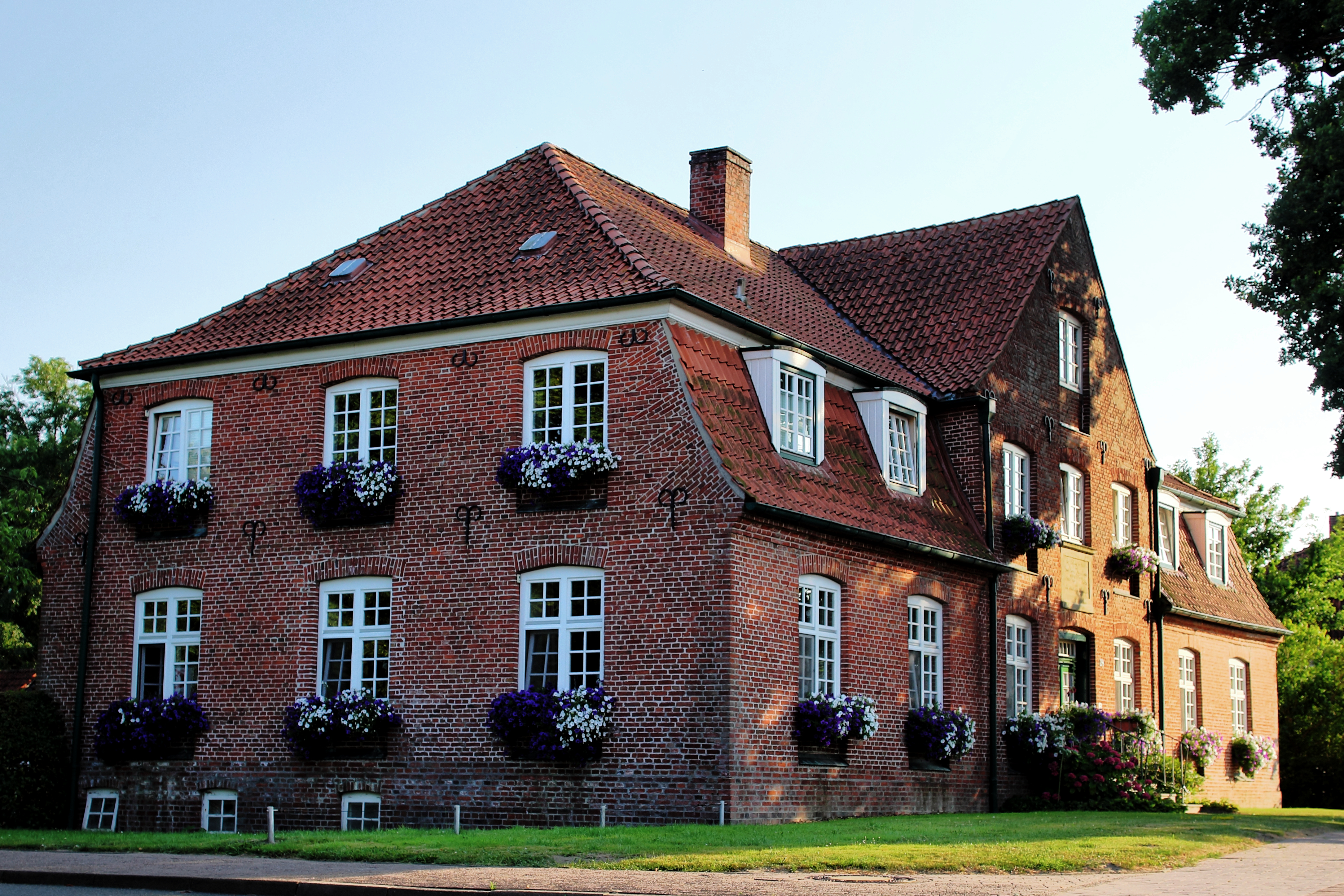
Ost- und Nordfassade (2014)

Das ehemalige Armenhaus Stader Straße 24 der Ayeckschen Stiftung, östlich vom Ortskern, in der niedersächsischen Samtgemeinde Land Hadeln, Gemeinde Otterndorf im Landkreis Cuxhaven, wurde 1802 errichtet. Aktuell (2024) wird es als Wohnhaus genutzt.
Das Gebäude steht unter Denkmalschutz (siehe auch Liste der Baudenkmale in Otterndorf).

## Geschichte und Beschreibung
Das ein- und zweigeschossige traufständige verklinkerte Gebäude in Backstein mit ziegelgedecktem Mansard- und Walmdach wurde 1802 durch den Otterndorfer Maurermeister Christian Nebelung als Armenhaus gebaut, finanziert durch eine testamentarische Stiftung des Landschöffen Johann Hinrich Ayecke und seiner Frau Rebecca Dorothea. Die Ostseite ist unterkellert. Die symmetrischen Fassaden wurden straßenseitig durch ein dreiachsiges zweigeschossiges übergiebeltes Mittelrisalit mit Eingang gegliedert und mit stichbogenförmigen Fenster sowie Ortgangaufmauerung und Backsteintraufgesims mit Viertelstabmotiv gestaltet.
Das Landesdenkmalamt befand u. a.: „… Von besonderer orts- und sozialgeschichtlicher Bedeutung …“